# Totana
Totana is een gemeente in de Spaanse provincie en regio Murcia met een oppervlakte van 287 km². Totana telt 30.981 inwoners (1 januari 2016). Het is een van de vijf gemeenten die een gedeelte van de Sierra Espuña op hun grondgebied hebben.

## Geschiedenis
De eerste nederzettingen dateren van de bronstijd en meer bepaald tussen 2200 v.Chr. en 1900 v.Chr. (Chalcolithische periode). Uit deze periode dateren de resten gevonden op de heuvel genaamd Santa Lucia, waar nu het gemeentelijk cultureel centrum is gevestigd. Veel van deze opgegraven items kunnen bezocht worden in het archeologisch museum van Murcia. Het handelt onder andere over glad keramiek uit de kopertijd, artikelen gemaakt uit ertsen en verschillende objecten uit gepolijst keramiek.
Ook tijdens de Iberische periode en later tijdens de Romeinse en Moorse overheersingen, werd de site van Totana bezet door belangrijke menselijke nederzettingen, zoals blijkt uit de rijkdom en verscheidenheid van de overblijfselen gevonden en die tentoongesteld worden in het archeologisch museum van Lorca.

## Demografische ontwikkeling
Bron: INE; 1857-2011: volkstellingen

## Bezienswaardigheden

### De Bastida van Totana

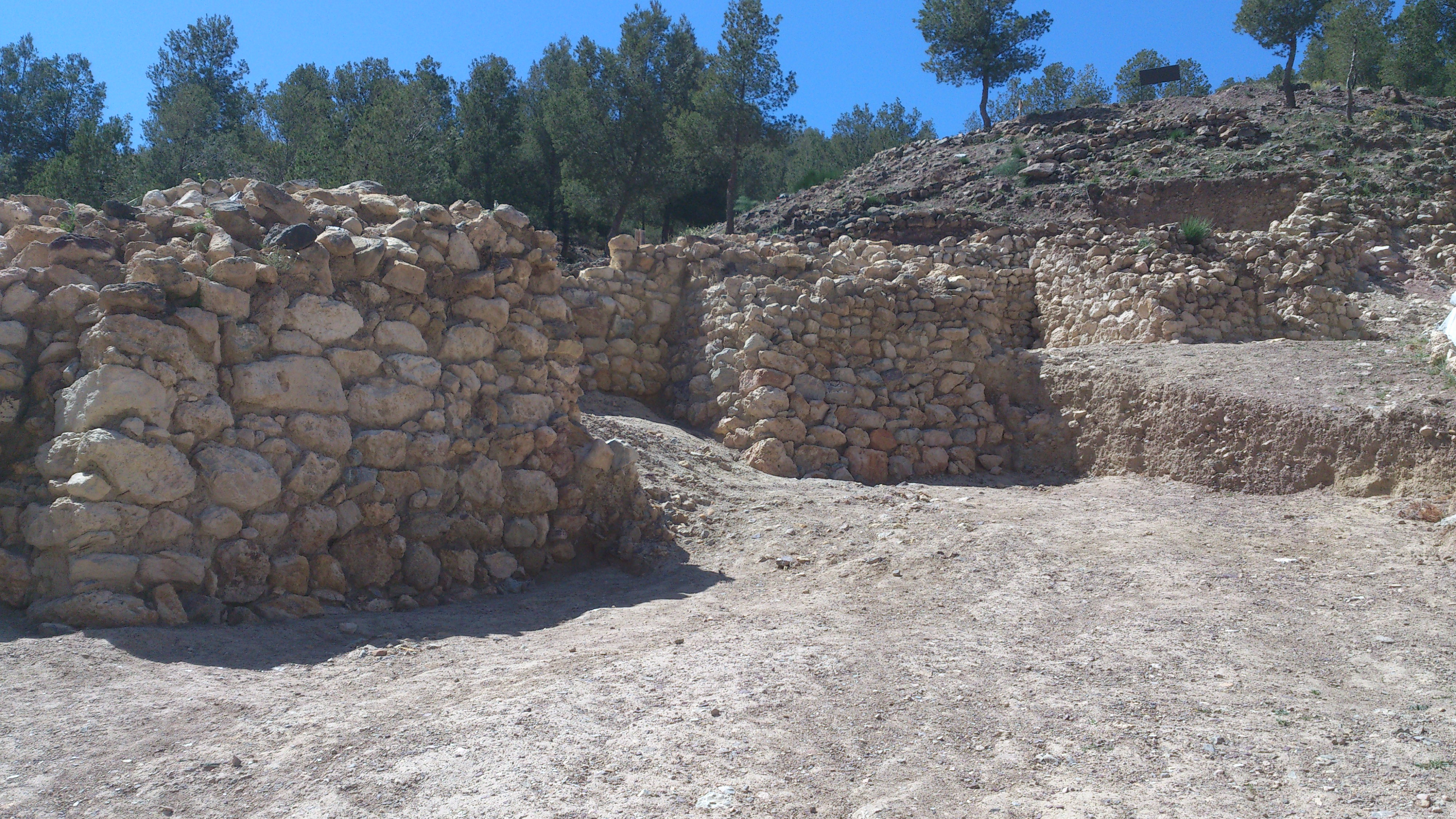
Verdedigingsmuren van de Bastida van Totana, versterkte nederzetting bevolkt tussen 2200 en 1550 voor Christus.

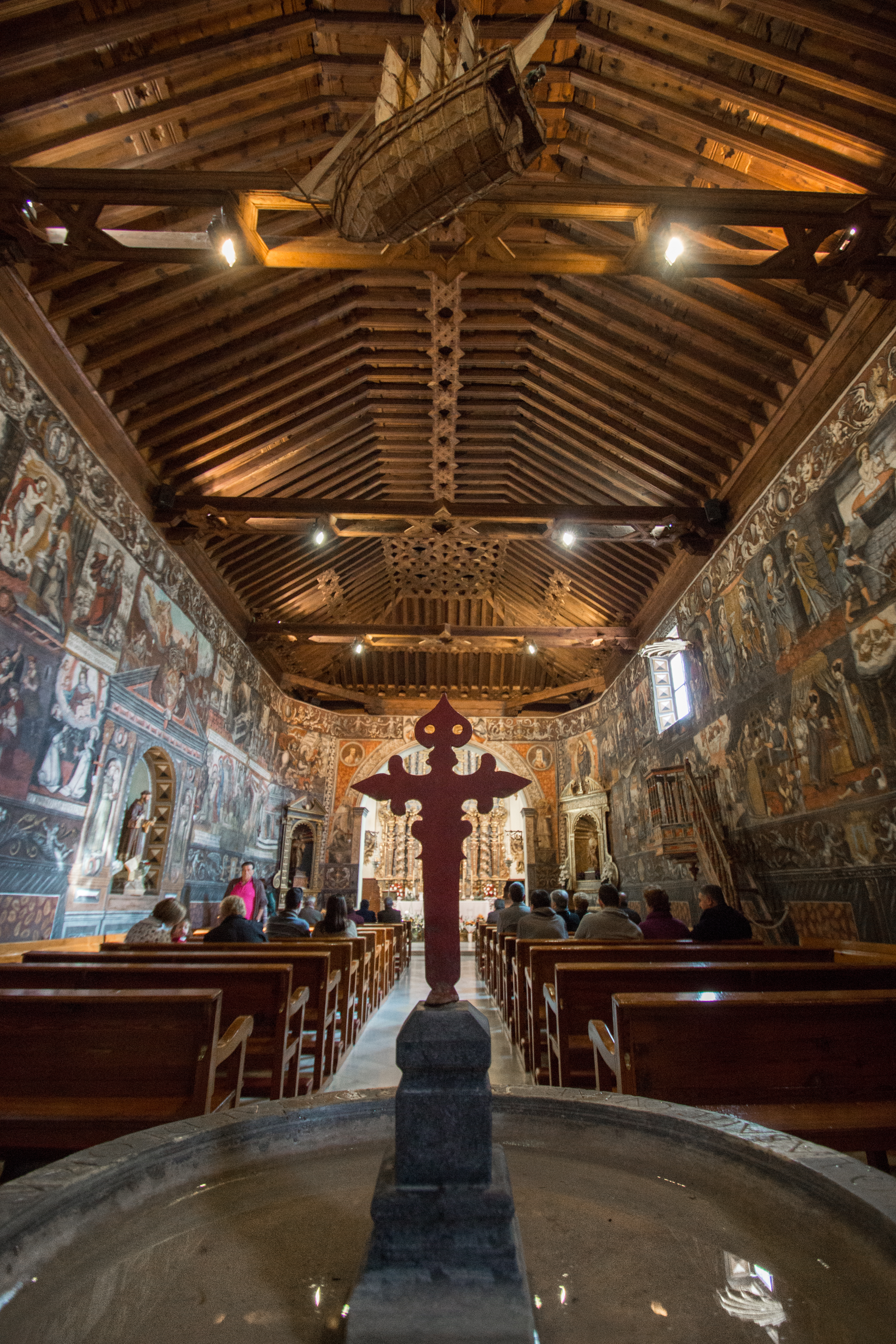
Beeld van de binnenkant van het Heiligdom van Santa Eulalia.

Deze archeologische site daterend van Argárica cultuur, een bewijs van het bestaan van de bevolkingsnederzettingen gesitueerd tijdens de bronstijd in het zuidoosten van Spanje. De site bevindt zich 6 kilometer ten noordwesten van de stad Totana, in het gebied genoemd Viñas-Carivete. Het is gevestigd op een steile heuvel aan de samenvloeiing van de Rambla de Lebor en het Salado-ravijn. Dit was een eerste ontdekking van de Argárica cultuur en is uitgegroeid tot een van de belangrijkste Europese sites uit de prehistorie, in het bijzonder uit de zogenaamde bronstijd. Sinds de ontdekking en de eerste opgravingen door ingenieur Rogelio D. Inchaurrandieta in 1869, heeft de site een aantal archeologische ingrepen ondergaan. Het resultaat van al die werken, tonen een stad van ongeveer 40.000 m², die op het ogenblik van haar glorie bewoond werd door een duizendtal inwoners. Op dat moment was het een van de grootste nederzettingen in Europa en in de westelijke Middellandse Zee.

### Het heiligdom van Santa Eulalia

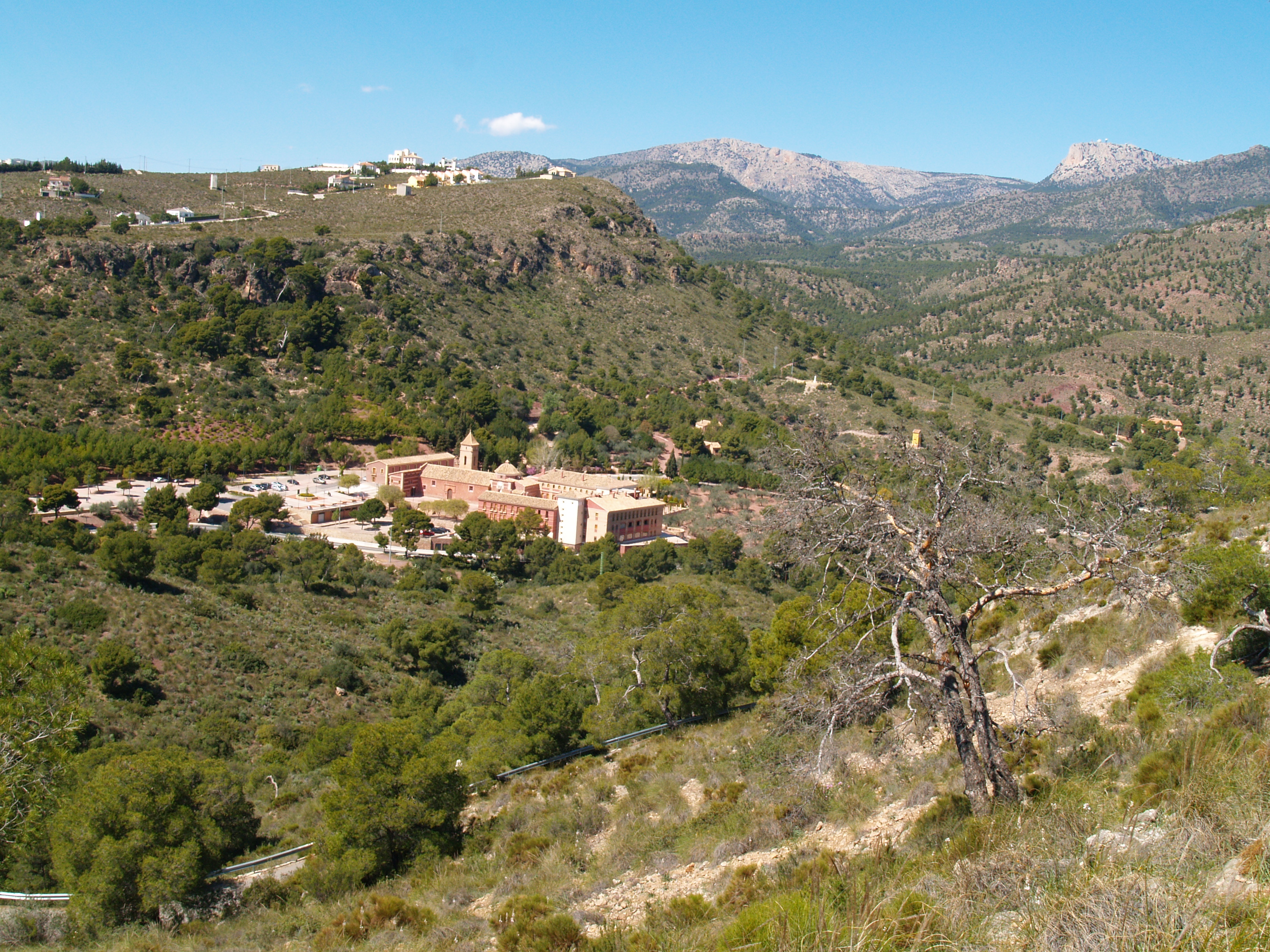
Heiligdam van Santa Eulalia aan de voet van de Sierra Espuña

Het is een van de meest populaire plaatsen in de gemeente. Het is gelegen op 7 kilometer van het centrum op 600 meter boven de zeespiegel op een prachtige plek aan de voet van de Sierra Espuña.
Vanaf de veertiende eeuw bestaan er verwijzingen naar het bestaan van een klein heiligdom, gebouwd door de ridders van de Orde van Santiago. Het gebouw werd opgetrokken op een stuk land geschonken tijdens de dertiende eeuw door koning Alfons X van Castilië.
Het huidige heiligdom werd gebouwd met behulp van aalmoezen van de gelovigen in 1574.
Abanilla · Abarán · Águilas · Albudeite · Alcantarilla · Aledo · Alguazas · Alhama de Murcia · Archena · Beniel · Blanca · Bullas · Calasparra · Campos del Río · Caravaca de la Cruz · Cartagena · Cehegín · Ceutí · Cieza · Fortuna · Fuente Álamo de Murcia · Jumilla · La Unión · Las Torres de Cotillas · Librilla · Lorca · Lorquí · Los Alcázares · Mazarrón · Molina de Segura · Moratalla · Mula · Murcia · Ojós · Pliego · Puerto Lumbreras · Ricote · San Javier · San Pedro del Pinatar · Santomera · Torre-Pacheco · Totana · Ulea · Villanueva del Río Segura · Yecla